# Zeuxia dahurica
Zeuxia dahurica är en tvåvingeart som beskrevs av Kolomiets 1971. Zeuxia dahurica ingår i släktet Zeuxia och familjen parasitflugor. Inga underarter finns listade i Catalogue of Life.